# Czerwone koszule
Czerwone koszule (tyt. oryg. Redshirts) – postmodernistyczna powieść fantastycznonaukowa amerykańskiego pisarza Johna Scalziego. Powieść zdobyła w 2013 nagrody Hugo dla najlepszej powieści i Locus dla najlepszej powieści s-f.

## Fabuła
Podporucznik Andrew Dahl trafia na służbę na pokładzie flagowego okrętu Unii Galaktycznej „Nieustraszony”. Oficer szybko odkrywa, że na pokładzie statku dzieją się dziwne rzeczy. Część załogi robi wszystko by uniknąć przydziału na misję zwiadowczą. Kto tego nie dopilnuje, ginie. Prawda okazje się zaskakująca – ich rzeczywistość jest w niezrozumiały sposób kształtowana przez drugorzędny serial s-f, którego scenarzysta chroni "głównych bohaterów", a zabija "czerwone koszule". Misją bohatera i jego przyjaciół staje się od tej pory wyjście poza swoje role i zmiana fatum ciążącego nad załogą. 
Powieść jest swoistym pastiszem seriali s-f typu Star Trek.